# موشچونا پانگسکا
موشچونا پانگسکا (به لاتین: Moszczona Pańska) یک روستا در لهستان است که در گمینا نوژتس-ستاتسیا واقع شده‌است.